# Kvareli
Kvareli város Grúziában, Kvareli térség közigazgatási központja. Az Alazani-völgyben terül el. A városban található az Ilia Csavcsavadze Múzeum és a Kote Mardzsanisvili Múzeum.

## Földrajz
Kvareli az Alazani-völgyben található, a Burszi és a Durudzsi folyók (az Alazani bal oldali mellékfolyói) folyók mentén, 450 méterrel a tengerszint felett, 134 km-re Tbiliszitől, 26 km-re Mukuzni vasútállomástól. Kvareli mérsékelten nedves szubtrópusi éghajlatú. Mérsékelten hideg telek és forró nyarak jellemzik. Az évi középhőmérséklet 12,5 °C, január –1 °C, július –23,6 °C; A mért legalacsonyabb hőmérséklet –23 °C, a legmagasabb 38 °C volt.

## Történelem
1755-ben a kvareli csata Kvareli közelében zajlott, ahol a Kartli-Kaheti Királyság megvédte a kvareli erődöt attól, hogy a kaukázusi Avar Kánság, Nurszal bég vezetésével elfoglalja. 
1930 óta a Kvareli járás közigazgatási központja lett. Korábban csak egy falu volt a Telavi körzetben. 
1964-ben kapott városi rangot. A Kvareli Városi Tanács alá Kvareli városa és Szanavardo falu tartozott. Később Szanavardo bekerült a Kucsatni körzetbe. Kvareliben a szovjet időszakban szőlészeti gazdaságok, italgyárak  (bor-, tej-, limonádé- és gyümölcslé)  élelmiszeripari üzemek működtek.

## Demográfiai adatok
A 2014-es népszámlálás szerint a város lakossága 7739 fő.
| Népszámlálási év | Lakosság | Férfi | Nő   |
| ---------------- | -------- | ----- | ---- |
| 1989             | 11 271   | --    | --   |
| 2002             | 9045     | --    | --   |
| 2014             | 7739     | 3730  | 4009 |

## Erőd
Kvareliben van egy 16–18. századi vár. A négyzet alakú építmény sarkain hengeres bástyák állnak. Az északi és a nyugati torony félkör alakú, míg a keleti téglalap alakú. Az alsó szinten egy kapu van. Az erőd falain belül három bástya található. A várfal néhol kétszintes, néhol háromszintes, faragott kőből épült, itt-ott téglából is. A díszítés ritka, a bejáratok felett csak a téglából készült gyémánt- és keresztminták láthatók. A várat egy második fal és egy csatorna vette körül. Napjainkban ennek a nyomai már nem láthatók.

## Galéria

Az Ilia Csavcsavadze-ház, a múzeum udvara
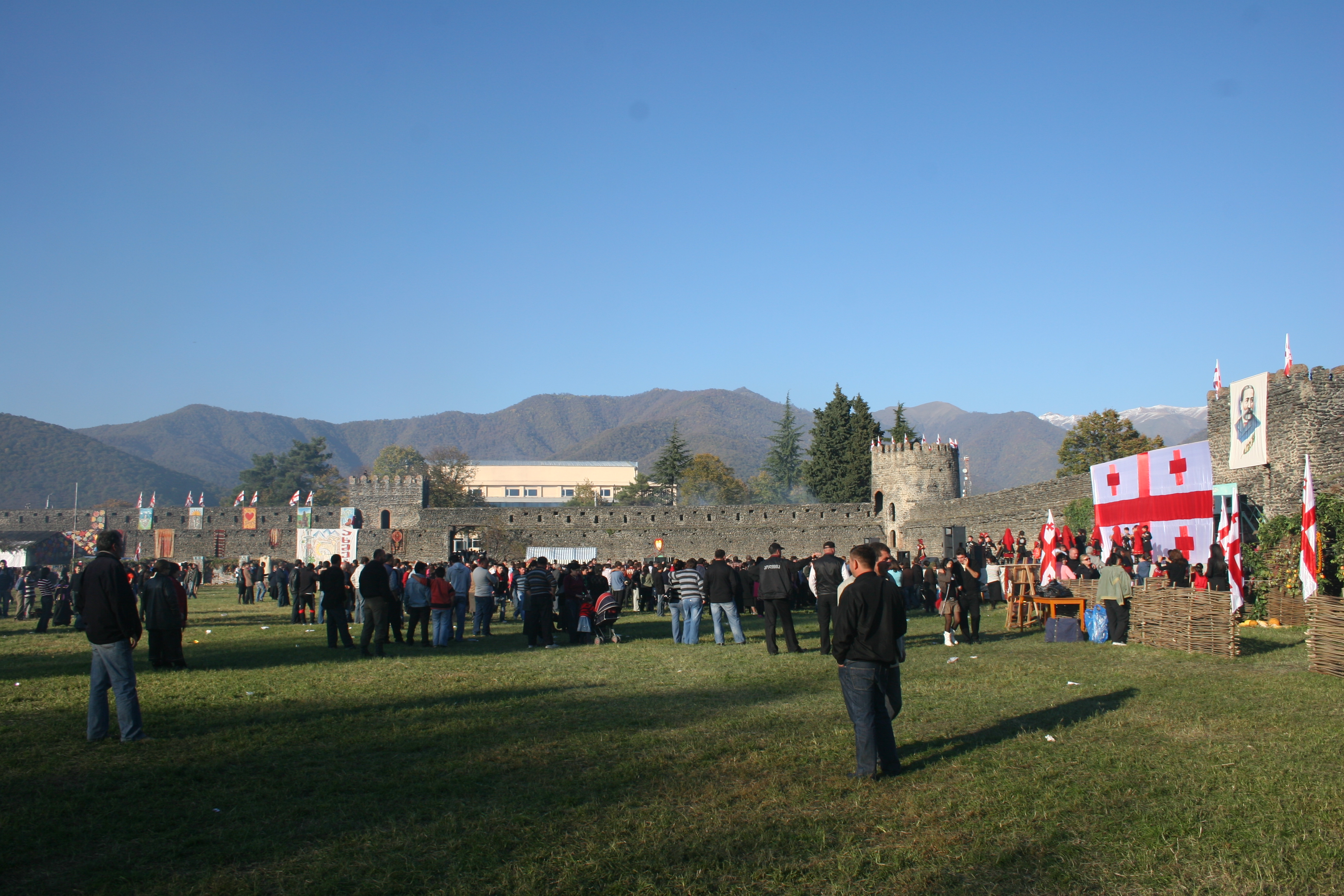
Kvareli erőd, Ilia nap, 2010. november 7.
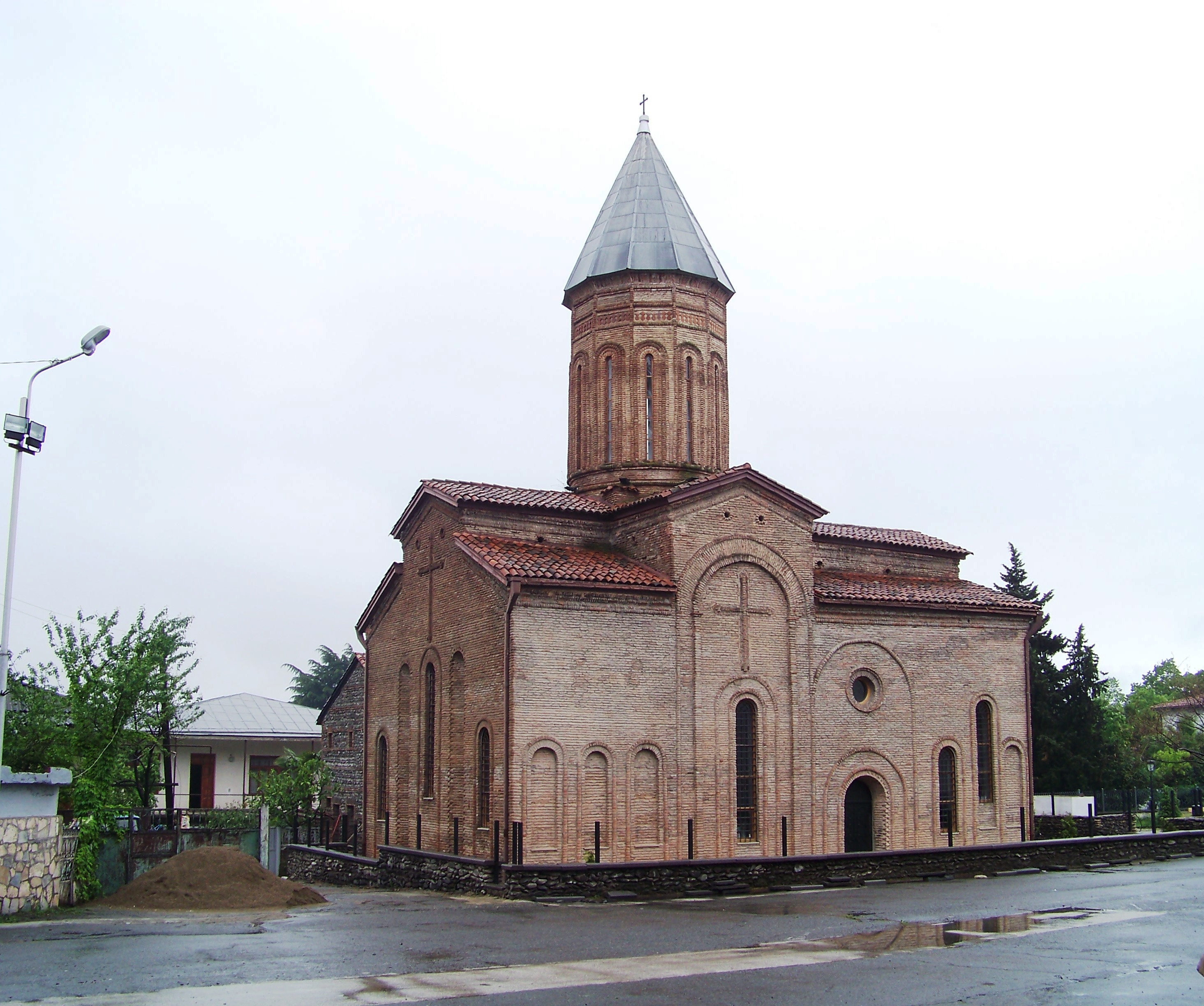
Keresztelő Szent János-templom
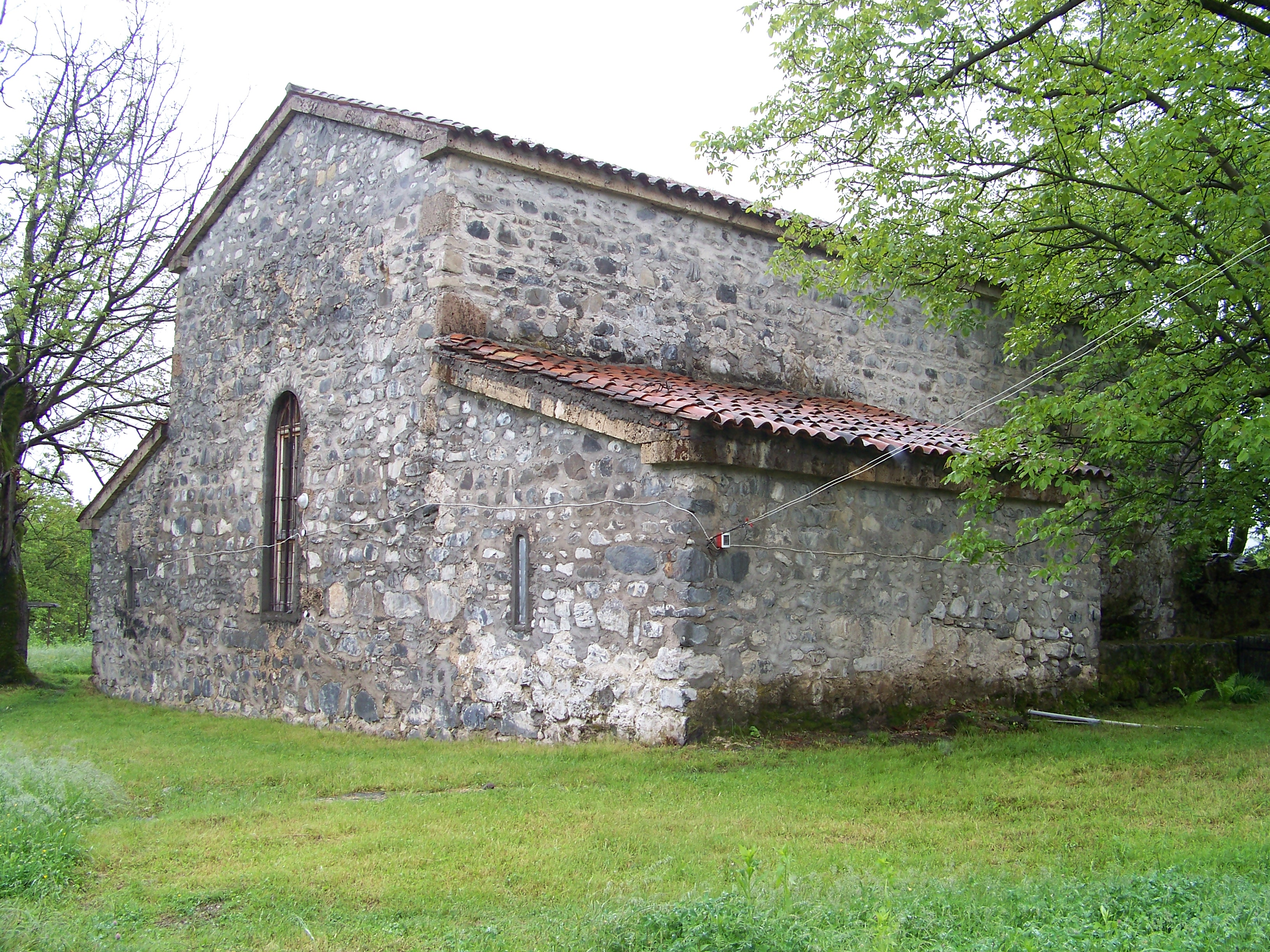
Szűz Mária születésének székesegyháza, Kvareli Dubi városrészében, 6. század
Kvareli könyvtár
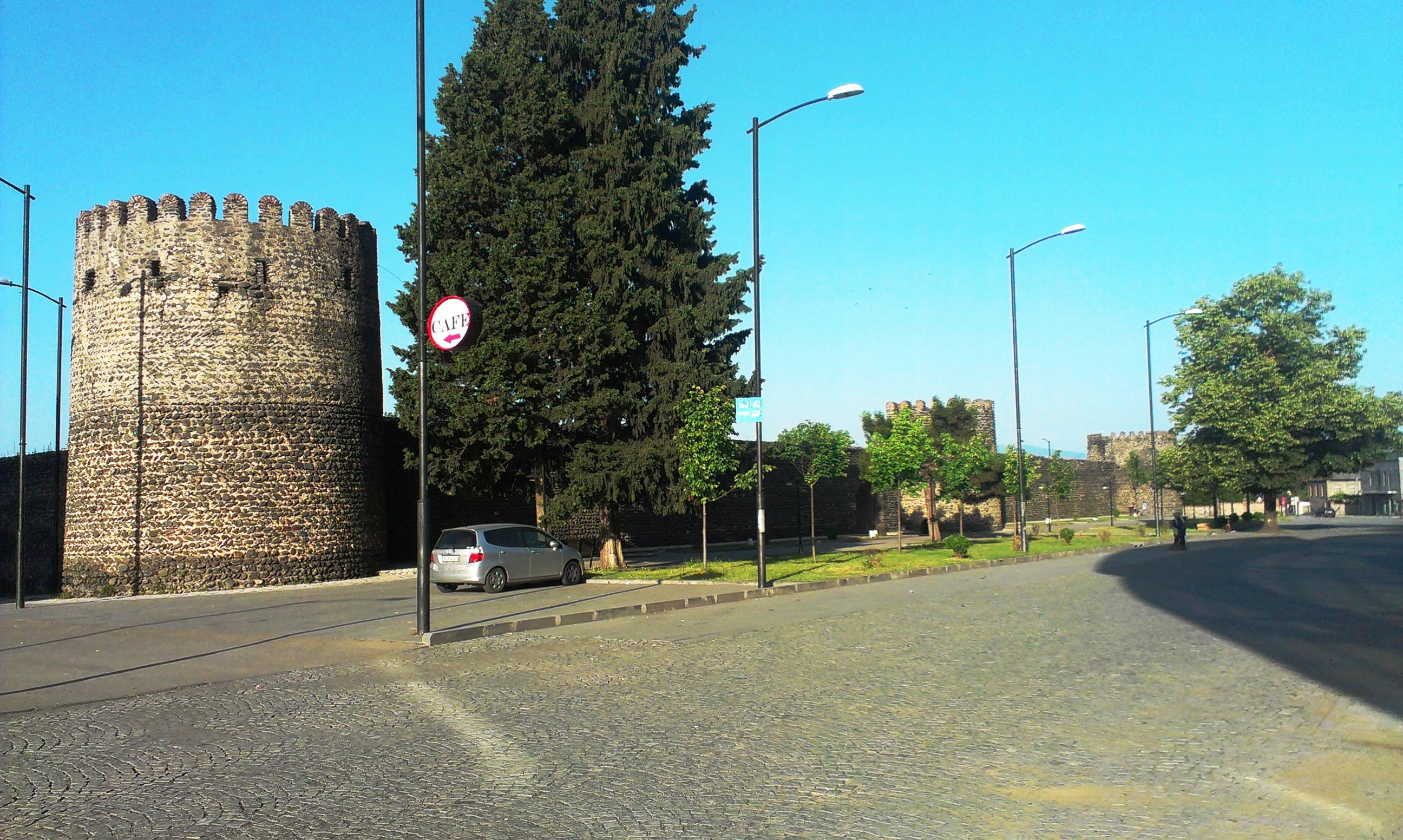
Kvareli stadion
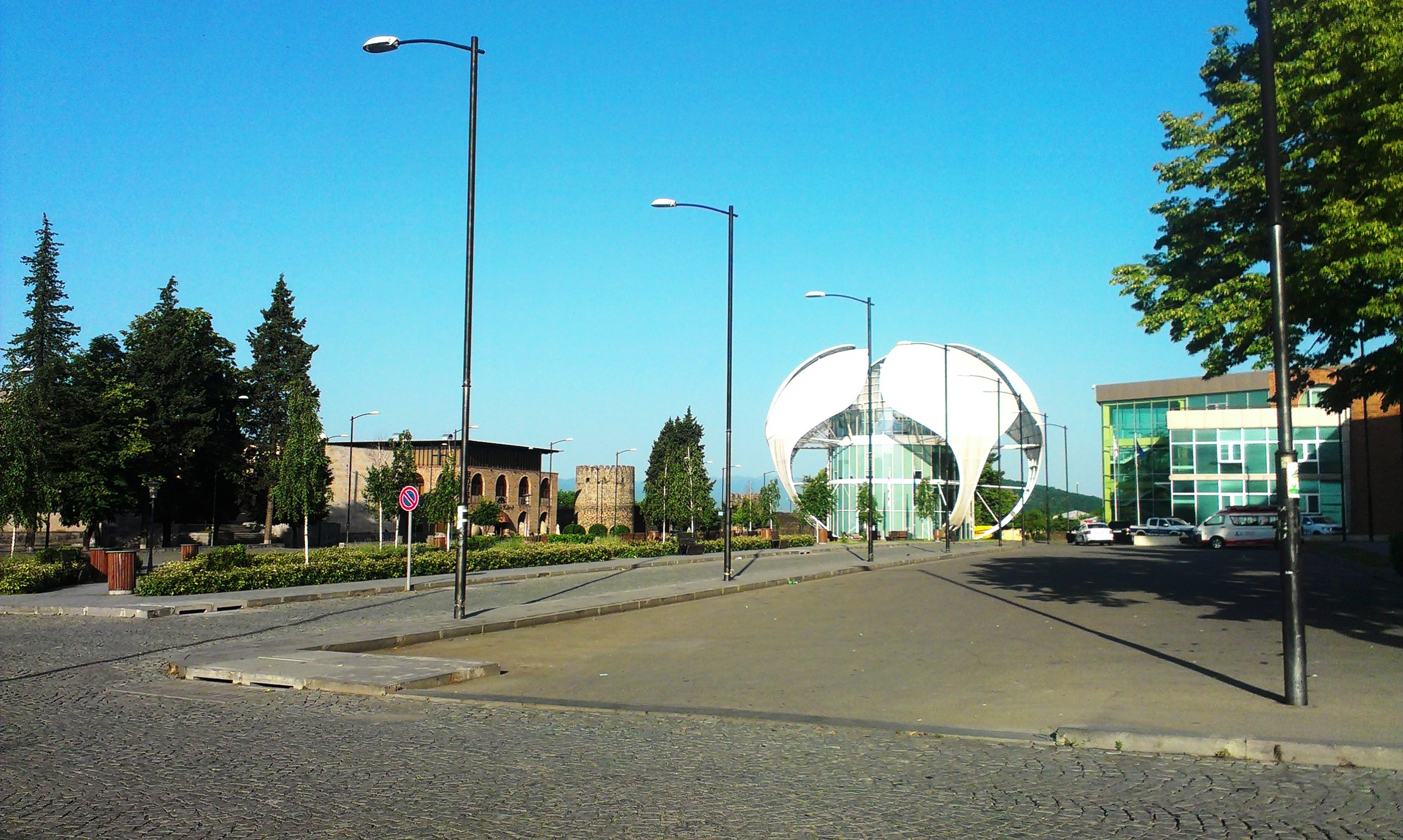
A bíróság épülete

## Fordítás
Ez a szócikk részben vagy egészben  a(z)   ყვარელი című grúz Wikipédia-szócikk fordításán alapul.  Az eredeti cikk szerkesztőit annak laptörténete sorolja fel. Ez a jelzés csupán a megfogalmazás eredetét és a szerzői jogokat jelzi, nem szolgál a cikkben szereplő információk forrásmegjelöléseként.